# Апокалиптическая литература
Апокалиптическая литература — жанр пророческих писаний, который развивался в еврейской литературе, главным образом периода Второго Храма, и был популярен среди милленаристских ранних христиан.
«Апокалипсис» (греч. ἀποκάλυψις — раскрытие, откровение) означает «откровение» о том, что было ранее неизвестным и не могло быть известным до этого откровения. Как жанр апокалиптическая литература открывает подробности видений о конце времен, о том, что может случиться в будущем, как показано было в видении или устном откровении небесного посланника или ангела. Апокалиптическая литература иудаизма и христианства охватывает значительный период, от Вавилонского плена вплоть до конца средних веков.
Русская апокалиптическая литература — это особая разновидность светской литературы, авторы которого в пророческом виде или в виде утопического жанра будущего описывают читателю завесу будущих судьб мира и русского народа.

## Ветхий Завет

### Канонические тексты
Прото-апокалиптические:
- Исаии 24-27; 33; 34-35
- Иеремии 33:14-26
- Иезекииля 38-39
- Иоиля 3:9-17
- Захарии 12-14

Апокалиптические:
- Даниила 7-12

### Неканонические тексты
- Откровение Авраама
- Апокалипсис Адама
- Апокалипсис Варуха (греч.)
- Апокалипсис Варуха (сирийский)
- Апокалипсис Варуха (эфиопский)
- Апокалипсис Даниила
- Апокалипсис Даниила (греч.)
- Апокалипсис Илии
- Апокалипсис Ездры (греч.)
- Апокалипсис Ламеха
- Апокалипсис Метатрона
- Апокалипсис Моисея
- Апокалипсис Седраха
- Апокалипсис Софонии[англ.]
- Книга Зоровавеля

## Новый Завет

### Канонические тексты
- Евангелие от Матфея 24 гл.
- Овцы и козлы[англ.] (Матф. 25:31-46)
- Евангелие от Марка 13 гл.
- Второе послание к Фессалоникийцам 2 гл.
- Книга Откровение

### Неканонические тексты
- Первый Апокалипсис Иакова[англ.]
- Вторая Апокалипсис Иакова[англ.]
- Откровение Мефодия Патарского
- Апокалипсис Павла
- Апокалипсис Павла (коптский)
- Апокалипсис Петра
- Апокалипсис Петра (гностический)
- en:Apocalypse of Samuel of Kalamoun
- Апокалипсис Стефана[исп.]
- Апокалипсис Фомы[англ.]
- Апокалипсис семь небес